# Список персонажей Transformers: Cybertron
Информационный список персонажей мультсериала «Трансформеры: Кибертрон». Персонажи-трансформеры разделены на подгруппы в соответствии с их отношением к определённой планете.

## Автоботы

### Кибертронцы
- Оптимус Прайм (англ. Optimus Prime, в оригинале Galaxy Convoy) — Главнокомандующий армией автоботов. Мудрый и талантливый лидер, всегда знающий, что сказать и что сделать. Как правило, никто из автоботов не оспаривает его приказов, потому что они всегда оправданы и разумны. Оптимус бесконечно добр и питает огромное сострадание ко всему живому; ради защиты чужой жизни он готов рисковать собственной. И хотя это порой играет на руку врагам (именно благодаря этому качеству Оптимуса Старскриму удалось похитить Омега-Замок), лидер автоботов просто не может быть иным. Оптимус Прайм не желает, чтобы война автоботов против десептиконов и их попытки остановить Чёрную Дыру обременяли кого-либо ещё, и именно поэтому, посылая своих бойцов на другие планеты, он всегда приказывает им не контактировать с местным населением, чтобы избежать проблем. Однако вскоре он убедился, что этот путь ошибочен, поскольку на каждой планете, которую посещали автоботы, они неизменно находили верных друзей и союзников, без помощи которых добиться цели было бы гораздо сложнее. После уничтожения Чёрной Дыры и окончания Великих Войн Кибертрона, санкционировал первую Интергалактическую Мирную Конференцию, на которой было принято решение построить новый Космический Мост, желая продолжить дело предков. Оптимус Прайм трансформируется в крупный грузовик, который, разложив часть «прицепа» на манер крыльев, может даже летать. Также он способен объединяться со своим прицепом в режиме робота, создавая «Супер Режим», в котором его сила многократно увеличивается. Используя Киберключ автоботов в Супер Режиме, Оптимус может выстрелить из своих двух пушек мощнейшим потоком плазмы. В отличие от остальных сериалов, Оптимус здесь показан значительно слабее Мегатрона. Чтобы победить своего злейшего врага, Оптимус соединяется с Уинг Сейбером или Леобрейкером. Лидера автоботов озвучивает Гэри Чок (англ. Gary Chalk), также озвучивавший его в сериалах «Трилогии Юникрона», а также аналогичного персонажа Оптимуса Праймала в «Звериных Войнах».
- Джетфайер (Истребитель) (англ. Jetfire, дословно — «реактивный огонь», в оригинале Deadlock) — заместитель Оптимуса, наиболее чётко и верно выполняющий его приказы. Предпочитает во всём придерживаться строгих правил. Немного консервативен, проявляет осторожность и скептицизм по отношению к новым идеям, предпочитая придерживаться старых и проверенных путей. К выполнению любой работы подходит крайне ответственно, равно как и к защите невинных от злодеяний десептиконов. Имеет таланты детектива. В серии «Переход» (англ. Warp) выяснилось, что Джетфайер, как ни странно, боится прививок. К концу приключения, когда Оптимус Прайм отбыл в глубины космоса на строительство нового Космического Моста, он оставил Джетфайера правителем Кибертрона вместо себя. Джетфайер трансформируется в крупный грузовой самолёт, но это не мешает ему передвигаться на очень высокой скорости. Способен обрушить на врагов мощный поток ветра из турбин (эта атака называется Волной из турбин). Используя Киберключ автоботов, он может выдвинуть у себя на спине двойную пушку и дать из неё мощный залп. Его озвучивает Брайан Драммонд (англ. Brian Drummond).
- Вектор Прайм (англ. Vector Prime) — легендарный Хранитель Времени и Пространства, трансформер почти такой же старый, как и само время. Вектор Прайм был одним из первых 13-и трансформеров, созданных на заре времён Праймусом, первым лидером автоботов и носителем Матрицы Лидерства. Миллионы лет он, по поручению Праймуса, находился вне действия временного потока, наблюдая за историей Вселенной. Тем не менее, он вынужден был примкнуть к современным автоботам, когда возникла угроза Чёрной Дыры. Вектор Прайм обладает огромным количеством знаний с самого начала времени, и потому именно он является ключевой фигурой в поисках Киберключей Планет. Как и любой автобот, он очень ценит жизнь и всегда защищает её, вплоть до того, что способен, если потребуют обстоятельства, пожертвовать собой — так он поступил к концу сериала, чтобы открыть автоботам путь из Вселенной, где находился Гигантион, обратно в их Вселенную. Вектор Прайм умеет манипулировать временем, «откатывая» его назад при необходимости, однако это требует огромной затраты сил. Более того — чтобы вернуть своих друзей с Гигантиона обратно на Кибертрон, Вектору пришлось повернуть время так далеко назад, что его механизмы просто не выдержали, и он погиб смертью благородных героев. Но и в дальнейшем он продолжал наблюдать за своими друзьями — помог Оптимусу преодолеть последние сантиметры, чтобы достать Омега-Замок, когда тот уже почти упал в центр уже нестабильной Чёрной Дыры, и дал ему свой меч, чтобы тот смог противостоять Гальватрону. Судя по кадру из финальных титров, дух Вектора Прайма сражается с духом Гальватрона в потустороннем измерении. Меч Вектора Прайма, помимо всего прочего, прорезает дыры в самом пространстве, создавая пространственные порталы. Он трансформируется в гигантский кибертронский звездолёт, и работает в паре с мини-коном по имени Сейфгард. Его «универсальный» Киберключ позволяет ему создать непробиваемый энергетический щит. Его озвучивает Ричард Ньюман (англ. Richard Newman), также давший голос максималу Райноксу из сериала Звериные Войны.
- Лэндмайн (Фугас) (англ. Landmine, в оригинале Guardshell) — один из самых старых автоботов, ветеран войн с десептиконами. Многие автоботы смотрят на него с уважением, включая и Оптимуса Прайма — ведь именно Лэндмайн когда-то научил его кибертронским единоборствам. Лэндмайн никогда не против повоевать, но своих друзей очень ценит. Он считает, что для каждого дом — это самое красивое место во всей Вселенной, и потому его первоочередной целью является спасение Кибертрона. Но и Землю он любит не меньше — ведь здесь он познакомился с людьми, и в особенности с пареньком по имени Коби, который постоянно чинит его вечно ломающиеся древние механизмы. У Лэндмайна есть личные счёты со Старскримом, который однажды чуть его не убил. После окончания Великих Войн Кибертрона, попросил Оптимуса освободить его от участия в постройке нового Космического Моста, так как у него не закончены дела со Старскримом (Мадфлэп поддержал Лэндмайна, говоря что он не единственный, кому нужно окончательно свести счёты со Старскримом), и Оптимус разрешил ему и Мадфлэпу разобраться со Старскримом. Трансформируется в мощный бульдозер, а его Киберключ (земного типа) позволяет ему выдвигать по периметру своих задних колёс шипы. В режиме робота он также может произвести сильную атаку давящим ветряным потоком (Кибер-Буря). Его озвучивает Пол Добсон (англ. Paul Dobson).
- Оверхоул (англ. Overhaul, дословно «переделка», «ремонт», «реконструкция», в оригинале Jackshot) — верный своему делу автобот, известный своим маленьким ростом, огромной силой, выносливостью и крутым нравом. Он очень воинственный, грубый и предпочитает работать, а не думать. Несмотря на это, он остаётся неистово преданным делу автоботов (часто работая у них грузчиком) и своим друзьям и искренне презирает десептиконов. У Оверхоула репутация замечательного воина, который много раз выигрывал битвы, безнадёжные для других. Многие называли его просто сумасшедшим и не доверяли ему, но среди команды Оптимуса Прайма Оверхоул впервые почувствовал себя кому-то нужным и с тех пор больше не страдал от одиночества. На пути к цели Оверхоула не останавливают никакие преграды; он готов драться до конца, отстаивая автоботские идеалы и не раз жертвовал собой ради защиты и спасения других. Впоследствии он был переформатирован Киберключом Планеты Джунглей в Леобрейкера. Оверхоул трансформируется в небольшой внедорожник, способный преодолеть любые завалы. Киберключ автоботов, используемый в режиме робота, позволяет ему выстрелить в противника из груди мощным зарядом энергии. Его, как и Лэндмайна, озвучивает Пол Добсон.
- Уинг Сейбер (Саблекрыл) (англ. Wing Saber, что переводится соответственно как «крыло» и «сабля», в оригинале — Sonic Bomber) — один из сильнейших автоботов, доказавший в одной из серий[1] способность в одиночку противостоять Мегатрону. Долгое время он был одним из лучших автоботов под командованием Оптимуса Прайма на Кибертроне, но тем не менее, ушёл из коллектива из-за своей чрезвычайной своевольности. Он всё и всегда делает по-своему, никого не слушая, а однажды даже напал на Оптимуса, когда тот встал у него на пути, дескать — «сам нарывался». Уинг Сейбер не признаёт никаких авторитетов, кроме своего собственного, и подчиняется приказам только в том случае, если считает нужным их выполнение. Тем не менее, он пришёл именно тогда, когда его помощь была нужна, и стал поистине незаменимым (в особенности благодаря своему умению соединяться с Оптимусом в мини-гештальт, образуя так называемый Режим Звукового Крыла (англ. Sonic Wing Mode), при котором он наделяет Оптимуса невероятной скоростью и манёвренностью). Сам Уинг Сейбер трансформируется в модификацию штурмовика А-10 Thunderbolt II, тоже крайне быструю и манёвренную, вооружён двумя ручными клинками, пулемётами, ракетами и мощной пушкой, которая активируется Киберключом автоботов. После окончания Великих Войн Кибертрона и уничтожения Чёрной Дыры, патрулировал пространство, где обнаружил сигнал Старскрима, после чего отправился вместе с Мадфлэпом и Лэндмайном, желавшими свести счёты со Старскримом, разобраться с ним. Озвучивает его Колин Мёрдок (англ. Colin Murdock).

#### Команда Защиты Кибертрона
Эти трое автоботов состояли изначально в отряде Оптимуса и ничем особенным среди прочих не выделялись, пока однажды не попали под удар нового сверхоружия Мегатрона, которое было даровано ему Киберключом Земли. В крайне тяжёлом состоянии они были доставлены на военную базу, где инженеры под руководством Коби пытались их починить. Хотя двое из троих автоботов были уверены в том, что их уже не спасти, дети помогли им понять, что сдаваться нельзя ни при каких обстоятельствах. Троица от всей души пожелала вернуться в строй и помочь своим друзьям — и их желание было чудесным образом исполнено: волна энергии с Кибертрона, пройдя сквозь Омега-Замок, возродила троих воинов, переформатировала их и наделила новой силой. Так они превратились в Команду Защиты Кибертрона; альт-формой каждого из них стал мощный бронетранспортёр.
- Хот Шот (Лихач) (англ. Hot Shot, букв. «сорви-голова», в оригинале — Exillion, затем, после реформации, Exigeyser) — сравнительно молодой автобот, помешанный на скорости. Хот Шот готов «гонять» где угодно, когда угодно и сколько угодно, но это не мешает ему быть хорошим солдатом. Он просто любит действие, любит сражаться, а больше всего — участвовать в разнообразных гонках. Хотя он не так молод, как, например, Скатторшот, он, тем не менее, отличается юношеским желанием показать себя другим автоботам, особенно Оптимусу Прайму. На первом месте для Хот Шота неизменно стоит автоботская честь — когда кому-то грозит опасность, он моментально забывает обо всём и сломя голову бросается на его защиту, не заботясь, какими неприятностями это может быть чревато для него самого. Даже если он понимает, что такое поведение не всегда приемлемо, он всё равно гордо отстаивает свои убеждения и делает то, что считает правильным. На Велоцитроне Хот Шот и правда стал истинным героем автоботов — только он один смог одолеть в гонке предводительницу планеты Оверрайд, таким образом выиграв для автоботов первый Киберключ Планеты. После уничтожения Чёрной Дыры и окончания Великих Войн Кибертрона, принял участие в гонке «Скорость 500», где он победил и стал новым предводителем Велоцитрона (решение было принято Оверрайд). До реформации он трансформировался в лёгкий скоростной автомобиль, призывал Киберключ Велоцитрона, добавляющий ему скорости, и носил в качестве оружия довольно крупную пушку. Теперь же он трансформируется в бронетранспортёр, использует Киберключ автоботов и имеет целую гамму различного вооружения: от лазерных пушек до ракет, хотя и уже не так быстр, как раньше. Озвучивает его Кирби Морроу (англ. Kirby Morrow).
- Ред Алерт (Паникёр) (англ. Red Alert, букв. «красная тревога», в оригинале сначала First Aid, затем, после изменения, имя меняется на First Gunner) — штатный врач и техник автоботов. Как и положено хорошему врачу, Ред Алерт — серьёзный, ответственный и умный, превосходный знаток своего дела. Предпочитает следовать букве правил и приказов, на этой почве часто спорит с Хот Шотом. В отличие от последнего, Ред Алерт думает прежде всего головой, а не сердцем. Тем не менее, сердце (а точнее, искра), у него явно «на месте». Ред Алерт очень ценит жизнь и стремится любой ценой защищать её. Он редко теряет самообладание, но когда это случается, десептиконы предпочитают удирать — в гневе Ред Алерт страшен даже в безобидном режиме полицейского автомобиля. С помощью Киберключа Земли может в обоих этих режимах активировать две пушки, расположенные на задних дверях (в режиме автомобиля) или на плечах (в режиме робота). После реформации, имея теперь форму мощного БТР, получил в своё распоряжение громадную лазерную пушку. При использовании им Киберключа автоботов, пушка раздвигается надвое, давая мощный залп лазером. Его озвучивает Брайан Добсон (англ. Brian Dobson, тот же актёр, что и в «Армаде», только здесь он говорит с британским акцентом).
- Скатторшот (Пулемёт) (англ. Scattorshot, букв. «выстрел вразброс»), в оригинале сначала называется Backpack, затем Backgild) — самый нервный из всех автоботов, несмотря на то, что во всех его начинаниях ему неизменно сопутствует удача. До своего превращения был оператором на базе — пока остальные работали в поле, Скатторшот обозревал их действия на экране монитора и при надобности по связи передавал нужные сведения. Скатторшот — наиболее общительный из автоботов, и значительно легче прочих вступает в контакт с людьми. Несмотря на малый размер, он вполне способен постоять за себя даже против сильных противников (таких, например, как Мадфлэп). В обоих воплощениях трансформируется в ракетный БТР, только поначалу он значительно меньше и Киберключ Земли даёт ему возможность стрелять серией мелких гранат. После же превращения он стал намного крупнее, мощнее и увереннее в себе, чем раньше, и теперь использует Киберключ автоботов, чтобы производить двойной выстрел, который, похоже, не намного уступает даже аналогичному выстрелу Оптимуса Прайма. Скатторшота озвучивает Ричард Иен Кокс (англ. Richard Ian Cox).

### Автоботы Велоцитрона
- Оверрайд (англ. Override — «отказ, пресечение», в оригинале Nitro Convoy) — правительница планеты Скорости; благодаря своей фантастической быстроте не раз выигрывала Кубок Планеты, оказавшийся впоследствии Киберключом Планеты. Уговаривая её отдать Кубок, и автоботы, и десептиконы уверяли, что они желают спасти Вселенную. Не имея возможности понять, кто из них говорит правду, Оверрайд заявила, что Кубок нужно просто выиграть у неё (таков закон планеты и его нужно неукоснительно соблюдать). Только автобот Хот Шот смог перегнать её — и в процессе их многочисленных гонок он объяснил ей, за что сражаются автоботы. После его победы в гонке, уяснив истинные мотивы Мегатрона и десептиконов, Оверрайд по доброй воле примкнула к автоботам. Подружилась с земной девочкой Лори; они почти как сёстры. После окончания Великих Войн Кибертрона, выступала представительницей планеты Скорости на Интергалактической Мирной Конференции. Отдала Хот Шоту главенство над планетой Скорости, так как тот победил в гонке «Скорость 500». Оверрайд трансформируется в велоцитронский автомобиль, приспособленный для сверх-быстрой езды, и Киберключом Велоцитрона в обоих режимах активирует двойную лазерную пушку. Её озвучивает Лиза Энн Бели (англ. Lisa Ann Beley)[2]
- Брейкдаун (Надлом) (англ. Breakdown — «авария», «перелом». В оригинале Autolander) — ветеран гонок и один из старейших обитателей Велоцитрона. Содержит гараж с запчастями. Рэнсак один раз сказал, что Брейкдаун «был здесь практически вечно» и что «если уж кто-то что-то знает, то это он». У Брейкдауна есть даже стилизованная «борода», хотя и неизвестно, откуда она взялась, и борода ли это вообще. Он всегда готов помочь ближнему советом и делом. Очень уважает Хот Шота за то, что тот спас его от нападения. Трансформируется в гоночную машину, похожую дизайном на машины Формулы-1. При активации Киберключа Велоцитрона получает некое орудие, похожее на клинок. Его озвучивает Майкл Добсон (англ. Michael Dobson).
- Клокер (Счётчик) (англ. Clocker, от «clock» — «часы», в оригинале Skids) — юный ученик и помощник Брейкдауна, по поведению напоминает двенадцатилетнего мальчика Земли. Восхищается своим наставником и пытается угодить ему всем, чем только может. Боготворит Хот Шота, спасшего его и Брейкдауна от Рэнсака и Крамплзона, смотрит на автобота, как на настоящего героя. Как и положено юнцу, склонен переоценивать свои силы, и всегда пытается показать себя. При активации Киберключа Велоцитрона получает двойную лазерную пушку, как у Оверрайд. Его озвучил Брайан Добсон.

### Автоботы Аниматроса
- Леобрейкер (Мегалев) (англ. Leobreaker, от латинского «leo» — «лев» и «break» — «ломать», «рвать», в оригинале Ligerjack) — в прошлом звался Оверхоул; не́когда попал на Планету Джунглей, где ему пришлось столкнуться с дикой, неотёсанной силой её обитателей. Но он продолжал и там отстаивать идеалы автоботов, благодаря чему ему удалось подключиться к энергии Киберключа Планеты. Артефакт переформатировал его тело, дав ему альт-режим в виде грозного и храброго льва; но и в зверином облике он сохранил верность делу автоботов. Леобрейкер никогда не уклоняется от боя, даже по приказу Оптимуса, и никогда не сдаётся. В обоих режимах, на руках или передних лапах, при активации Киберключа Планеты Джунглей, он получает мощные и крепкие когти, способные пронзить практически что угодно. Свой хвост может использовать в режиме робота как кнут. Единственное, что Леобрейкеру не нравится в его новом образе — это полное отсутствие стрелкового оружия. Он способен объединяться с Оптимусом Праймом, формируя мини-гештальт путём трансформации в его правую или левую руку. Это называется Режим Дикого Когтя (англ. Savage Claw Mode), и в нём Оптимус способен провести сверхмощную атаку, ударяя рукой-Леобрейкером по врагу. Леобрейкера озвучивает Блу Манкума (англ. Blu Mankuma), озвучивавший персонажей Тигатрона и Тайгерхока в сериале «Битвы Зверей».
- Бэкстоп (Стопр) (англ. Backstop, от слов «back» — «назад» и «stop» — «остановиться», в оригинале Saidos) — прославленный учитель, обучивший боевому искусству многих обитателей Аниматроса. Тем не менее, все его ученики должны были запомнить одно главное правило — драться следует лишь тогда, когда никакого другого выбора не остаётся. Сам Бэкстоп неотступно следует этому правилу, и поэтому обычно воздерживается от участия в сражениях, хотя вполне способен в одиночку справиться с дюжиной противников (что трудно представить, глядя на его кажущуюся неуклюжесть). Возможно, его имя является выражением его философии. Он трансформируется в могучего робо-носорога, а Киберключ Аниматроса позволяет ему в этом режиме выдвинуть вперёд свой рог, что делает его ещё более опасным оружием. Его озвучивает Скотт МакНил (англ. Scott McNeil).
- Снарл (англ. Snarl, букв. «рёв», в оригинале Fang Wolf) — один из лучших учеников Бэкстопа, единственный, кто до последнего оставался рядом со своим учителем и не забывал его учения. Спокоен, сдержан, разговаривает тихим рычащим голосом (это тоже голос Скотта МакНила). Поначалу не доверял ни автоботам, ни десептиконам, однако он способен отличить добро от зла. Снарл по натуре диковат, привык к первобытной простоте своей родной планеты, и поначалу называл базу автоботов не иначе, как «берлогой». Трансформируется в мощного белого волка. При активации Киберключа Аниматроса из волчьей пасти выдвигается пара крепких клыков. Поскольку волчья голова в режиме робота находится на правой руке, то этим оружием он может пользоваться в обоих режимах. Кроме того, его оружием в режиме робота становится то, что в альт-форме служило хвостом: смотря по обстоятельствам, это импровизированный ганблэйд.

### Автоботы Земли
- Эвак (англ. Evac, от слова «evacuate» — «эвакуировать», в оригинале Live Convoy) — командующий земными войсками древних автоботов; на протяжении многих столетий он, скрываясь в самых разных альтернативных режимах, помогал попавшим в беду людям. Так, однажды он спас мальчика по имени Майк Франклин, который со временем стал ценным союзником автоботов. Эвак добр и ответственен, и превыше всего он ценит именно человеческие жизни. Он же спрятал в древности Киберключ Земли, чтобы его не нашли десептиконы.
Последние несколько десятилетий Эвак трансформируется в спасательный вертолёт. В обоих режимах Киберключ земного типа позволяет ему активировать две пушки; в режиме вертолёта они могут также быть использованы как ракетные ускорители. Его озвучивает Тай Олссон (англ. Ty Olsson).
- Кроссвайз (Дымовик) (англ. Crosswise, букв. «крест-накрест»), в оригинале Autovolt) — друг и последователь Эвака. Но если Эвак сосредоточил свои усилия на помощи людям, то Кроссвайз посвятил себя именно борьбе с десептиконами, которых считал проклятыми монстрами, причинявшими все проблемы (из-за этого он и стал известен как «Охотник на монстров»). Он называет это справедливостью и не видит ничего плохого в том, чтобы безжалостно отлавливать десептиконов и заключать их в специальные камеры. Закончив в древние времена свою работу, он по неизвестным причинам оказался замороженным во льдах. Когда же люди во главе с профессором Судзуки случайно откопали его, он просканировал один из их автомобилей и вырвался на свободу уже в новой альт-форме, чтобы не привлекать особого внимания. Он снова начал бороться с десептиконами, и хотя все, кого он поймал раньше, были освобождены Старскримом, он не намерен сдаваться. В обоих режимах Киберключ Земли позволяет ему активировать две ракетные установки и дать из них мощный залп ракетами.
- Кобибот (англ. Cobybot, в оригинале Coby Rumble) — это не кто иной, как паренёк по имени Коби Хенсон, союзник автоботов, сумевший сделать из тела мёртвого Металлоеда свой собственный костюм-трансформер, которым он мог управлять изнутри. В этом костюме Коби стал официальным членом команды автоботов, в знак чего получил признание от Оптимуса Прайма и свою персональную эмблему — символ автоботов на фоне скрещённых гаечных ключей, что показывает его роль как бойца инженерных войск. В этом же костюме Коби сопровождал Хот Шота на Велоцитрон. Хотя в целях безопасности Скатторшот, помогавший Коби перестраивать Металлоеда, вывел из строя все системы вооружения, Кобибот всё равно играет важную роль в команде.

### Автоботы Гигантиона
- Метроплекс (англ. Metroplex, в оригинале Megalo Convoy) — самый крупный, самый сильный и самый добрый из всех обитателей Планеты Великанов. Он долгое время являлся командиром планеты, руководил всеми строительными работами. Собственно, его знакомство с автоботами началось с того, что он вытащил Лэндмайна и Оптимуса из-под колоссального металлического бруска, разрубив его надвое своим огромным топором. Метроплекс всегда рад помочь любому, кто в этом нуждается — на его стройках несчастных случаев не бывает, и он не собирается допускать их в будущем. Хотя поначалу он не хотел присоединяться к автоботам, ссылаясь на вековые традиции Гигантиона, требовавшие от обитателей планеты только строить, а не воевать, но позже понял, как опасны могут быть десептиконы, и решил пренебречь традициями ради спасения будущего всей Вселенной. Метроплекс невероятно силён — в бою один на один с Мегатроном он одолел лидера десептиконов почти безо всякого труда, заодно уничтожив и Немезис Брейкера. После окончания Великих Войн Кибертрона, представлял Гигантион на Интергалактической Мирной Конференции. У него имеется мощное оружие, именуемое Sparkdrinker (рус. Пьющий Искры, Спаркдринкер) — нечто, напоминающее огромный топор, с ковшом экскаватора на одном конце и циркулярной пилой — на другом. Используя Киберключ Гигантиона, он может раздвинуть эту пилу и нанести сверхмощный удар топором или даже метнуть во врага как бумеранг. Спаркдринкером при необходимости может пользоваться и Оптимус Прайм, что позволяет ему нанести удар такой силы, что даже Гальватрон ничего не сможет противопоставить ему. Метроплекс трансформируется в гигантский футуристический экскаватор, и работает в паре с мини-коном по имени Дриллбит. Его озвучивает Рон Холдер (англ. Ron Halder).
- Квикмикс (Смеситель)[3] (англ. Quickmix, букв. «быстрое перемешивание», в оригинале Blender) — ближайший друг и советник Метроплекса, который, по словам его командира, «знает многое о многом». Добр, любит поговорить и рассказать другим самые разнообразные вещи. При необходимости не постесняется применить свою немалую силу (однажды без раздумий бросился на помощь Оверрайд, хотя и был легко побеждён Гальватроном). Трансформируется в огромный грузовик-бетономешалку. При необходимости может атаковать врага своим быстросохнущим цементом, чем может «приковать» его к месту. Используя Киберключ Гигантиона, раздвигает бетономешалку надвое и стреляет из неё мощным зарядом энергии, напоминающим ракету. Работает в паре с мини-коном по имени Стрипмайн. Озвучивает его Майкл Дэйнджерфилд (англ. Michael Dangerfield).

## Люди

### Основные персонажи
- Коби Хенсон — паренёк из штата Колорадо, главный человеческий персонаж в мультсериале. Коби — настоящий гений по части механизмов, мастер на все руки, поэтому его вклад в дело автоботов был самым заметным. Коби без устали ремонтировал не только оборудование на базе автоботов, но и самих трансформеров тоже: даже его знакомство с Лэндмайном — первым автоботом, прибывшим на Землю — началось с того, что Коби починил ему повреждённую правую ногу. Прочие достижения Коби включают: помощь Хот Шоту в его финальной гонке против Оверрайд в качестве водителя и техника; сбор из тела мёртвого Металлоеда своего собственного костюма-трансформера, Кобибота; и перенаправление энергии на звездолёте «Огигия» из систем вооружения в двигатели, что спасло весь экипаж от верной смерти. В конце сериала Коби начинает встречаться с Лори Джименез, хотя поначалу терпеть её не мог. Судя по кадрам из финальных титров, в конце концов они поженились. Коби озвучен Сэмуэлем Винсентом (англ. Samuel Vincent).
- Бад Хенсон — младший брат Коби, восьми лет от роду; как и положено в его возрасте, обожает истории о супергероях и обладает невероятно живым и диким воображением. Его фантазии часто служат для автоботов неиссякаемым источником самых разнообразных идей, которые могут помочь им в любой ситуации (в частности, именно Бад придумал, как можно сэкономить энергон во время отправления с базы). Бад также обладает огромным запасом оптимизма и любит отпускать саркастичные шутки («О, нет!  Значит, мы обречены!  Уже в пятнадцатый раз!»). В конце сериала, Бад стал кинорежиссёром и снял документальный фильм о своих приключениях, за который Американская академия кинематографических искусств и наук присудила ему премию «Оскар». Бад озвучен Райаном Хиракидой (англ. Ryan Hirakida).
- Лори Джименез — несколько стервозная девушка, сверстница Коби Хенсона. Она живёт в лесном районе со своими родителями, но сама любит суетливую городскую жизнь. Самым главным достоинством Лори (и одновременно главным недостатком) является её «подавляющая» личность. Лори обладает столь сильным характером, что её боятся даже некоторые десептиконы (в особенности могучий Скордж), не говоря уже об автоботах (здесь можно привести в пример Уинг Сейбера). Она очень дружна с Оверрайд, как будто она её старшая сестра. Через долгое время после конца войны с десептиконами, Лори вышла замуж за Коби. Её озвучивает Сара Эдмондсон (англ. Sarah Edmondson).
- Д-р Люси Судзуки — женщина-учёный, доброжелательная и милая. Исследует вероятность существования внеземной жизни. Её недолюбливают коллеги-учёные, привыкшие опираться лишь на факты, однако сама профессор Судзуки — человек с весьма открытым воображением, способная поверить в вещи, в которые другие никогда бы не решились поверить. Поэтому Лори решила, что ей можно доверить тайну трансформеров. Ожидания не обманули девочку — профессор без тени сомнения поверила в историю троих детей о роботах-трансформерах (тем более, что уже спустя несколько минут после их рассказа она оказалась ввязана в потасовку между Старскримом, Мадфлэпом и Скатторшотом, в которой последний одержал победу). В тот же день Скатторшот помог ей исполнить мечту всей её жизни — пожать руку (или, в их случае, мизинец) пришельцу и официально поприветствовать его на Земле. Её фамилия, звучащая как марка автомобиля, послужила поводом для шутки — в одной из серий отец Коби и Бада назвал её «мисс Хонда»
- Полковник Майк Франклин — таинственный агент правительства очень высокого ранга с доступом к сверхсекретной информации, имеющей отношение к трансформерам на Земле. Поначалу он всеми силами стремится найти их, и у зрителя возникает мнение, что он отнюдь не делает этого из добрых побуждений. Однако в середине сериала выясняется обратное: когда Майк был ещё ребёнком, его спас автобот Эвак, вытащив из бурной реки за секунду до падения в водопад, и хотя никто не хотел верить ему, мальчик был уверен, что видел, как вертолёт трансформируется в робота. Став взрослым, он поступил на правительственную службу, поскольку это был единственный путь отыскать своего спасителя и отблагодарить его за спасение, и в конце концов ему всё же это удалось. После этого полковник использовал свои связи в ЦРУ для помощи автоботам в их миссии. После уничтожения Чёрной Дыры и окончания Великих Войн Кибертрона, представлял Землю на Интергалактической Мирной Конференции при содействии Эвака. В конце сериала он женился на профессоре Судзуки и у них родился ребёнок.

### Второстепенные персонажи
- Тим Хенсон — старший брат Коби и Бада.
- Стэнтон — автомеханик. Коби проводил с ним больше времени, учась у него инженерным искусствам.
- Роберт Хенсон — отец Коби, Тима и Бада. Разделяет с Коби страсть к гонкам на кроссовых мотоциклах. Научил Коби не сдаваться ни при каких обстоятельствах.
- Эрнесто Джименез — отец Лори, застройщик, увлекающийся любительской астрономией.
- Рэд Уайт, Карлос Лопез, Алексис Ти Данг и Кикер Джонс — главные герои сезонов «Армада» и «Энергон». Появились только в конце сериала, когда они взглядом провожали Оптимуса Прайма и остальных в путешествие вглубь Вселенной с целью постройки нового Космического Моста.

## Десептиконы

### Кибертронцы
- Мегатрон/Гальватрон (англ. Megatron/Galvatron, в оригинале соответственно Master Megatron, а позднее - Master Galvatron) — Лидер десептиконов. Исключительно умён, жесток и абсолютно бесстрашен. Его цель, ради которой он не остановится ни перед чем и сметёт на своём пути любые препятствия — завладеть силой Омега-Замка и Киберключей Планет и с их помощью «перестроить» Вселенную так, как он сам сочтёт нужным. Мегатрон фантастически силён — однажды смог одной лишь силой мысли (создав вокруг своего тела ауру тёмной энергии) отбросить назад прыгнувшую на него в атаке Команду Защиты Кибертрона. Излишним будет говорить, сколь сильными могут быть его физические удары.
Вождь десептиконов обладает незаурядными организаторскими способностями, быстро ориентируется в ситуации, и если в данный момент обстоятельства не требуют применения силы, может прибегнуть к дипломатии. Тем не менее, своих соратников он совершенно не ценит, и считает их всего лишь инструментами для достижения своей цели. Мегатрон не сдаётся ни при каких обстоятельствах — он отказывается принимать даже саму возможность того, что его могут победить. Поэтому, когда Метроплекс почти безо всякого труда одолел его, ярость Мегатрона не ведала границ — она была столь велика, что на неё отреагировал Киберключ Планеты Гигантион, и переформатировал Мегатрона во всемогущего Гальватрона, дав ему мощь, которую доселе не знало ни одно существо во Вселенной, кроме богоподобного Праймуса. Однако Гальватрон не понимает, что существует сила, которую не превзойти и не одолеть даже ему: полагаясь только на себя и заботясь только о себе, он понятия не имеет о силе дружбы, которой обладают в достатке автоботы. Именно благодаря этому, а также мечу Вектора Прайма, Оптимус смог победить и уничтожить Гальватрона, раз и навсегда. Судя по кадру из финальных титров видно, что дух Гальватрона сражается с духом Вектора Прайма в потустороннем измерении. Мегатрон — трёхрежимник, он трансформируется в кибертронский истребитель и футуристический автомобиль. В обоих режимах очень быстр (скорость увеличивается при использовании Киберключа десептиконов), но ему недостаёт манёвренности. Броня Юникрона, которую он носит, даёт ему способность к ускоренной регенерации. Способен стрелять из руки зарядами молний. Имеет два разных Киберключа десептиконов в режиме робота — один заставляет часть юникроновой брони на его «лопатке» отскочить и прикрепиться к его левой руке, превращаясь в колющее орудие. Второй позволяет ему вытащить из-под второй «лопатки» пистолет-пулемёт, достаточно мощный, чтобы в первое своё применение едва не прикончить троих автоботов. В качестве Гальватрона все его силы многократно увеличиваются, он также обретает новую способность к телепортации и получает новые орудия: тёмный энергетический меч и две очень мощные пушки, образованные из двух составных частей (в режиме автомобиля две эти составные части образуют бампер, а в режиме истребителя — крылья). Его озвучивает Дэвид Кэй.
- Старскрим (Скандалист) (англ. Starscream, букв. «звёздный крик») — заместитель Мегатрона, его «правая рука». Ещё более жесток и злобен, чем сам Мегатрон (если такое вообще возможно), своего же лидера считает совершенно недостойным власти даже над десептиконами, а уж тем более — над всей Вселенной. В отличие от своего прототипа из Первого поколения, Старскрим достаточно осторожен, чтобы до поры до времени держать в секрете свои притязания на власть и играть ненавистную ему роль приспешника Мегатрона. Любые проблемы предпочитает решать силой. Придерживается мнения, что невозможное можно сделать возможным одной лишь силой воли — если отдать желаемой цели всего себя. В серии «Решающий бой» (англ. Showdown) дерзнул сразиться с Гальватроном за лидерство; в этом поединке Старскрим проиграл, но не погиб, а лишь был выброшен взрывом энергии в некое параллельное измерение (в конце сериала показано, что там его нашёл Уинг Сейбер и судя по кадру из финальных титров, он вёл за собой Лэндмайна и Мадфлэпа, чтобы те в свою очередь свели свои счёты со Старскримом). 
Старскрим трансформируется в кибертронский самолёт, вооружённый пушками и ракетами. Способен взмахом руки вызвать мощный порыв ветра, который отбрасывает противника или отражает атаки. При активации Киберключа десептиконов из его плеч выбрасываются огромные и острые как бритва клинки. Используя силу Омега-Замка, он увеличился в размерах, став даже крупнее, чем великаны с Гигантиона; в этой форме его сломавшийся клинок был заменён на мощную пушку. Озвучивает Старскрима Майкл Добсон.
- Тандеркрэкер (Громовержец) (англ. Thundercracker) — настоящий маньяк, обожающий сражения, стрельбы, драки и всё, что с этим связано. Ему не нужно никакой другой жизни, он получает искреннее удовольствие от наносимого им ущерба. С другой стороны, Тандеркрэкер часто чувствует, что его не ценит начальство в лице Мегатрона и Старскрима (и он прав, они действительно совершенно не уважают его), и ему откровенно надоедает постоянно проигрывать в конце. Но всё это не умаляет его пыла — он всегда готов ввязаться в драку, когда такая возможность имеется. Трансформируется в самолёт-истребитель Су-37. Вместо левой руки у Тандеркрэкера имеется мощная пушка — т. н. «пушка грома». При использовании Киберключа Земли сила выстрела из этой пушки увеличивается. Киберключ также позволяет использовать эту пушку в режиме самолёта. За время своих приключений с десептиконами, он выучил несколько боевых приёмов: Дождь, полный разрушения (скорострельная атака из пушки во время вращения вокруг своей оси), Тройной Вращающийся Лазер (более мощная вращающаяся атака), Супер-Электрический Громовержецкий Удар (мощный удар кулаком, заряженный электроэнергией. Является «Запрещённым Приёмом») и Грозовой Цветок (сверхскоростная атака множеством ракет). Другие десептиконы часто летали на нём верхом. В конце сериала (после проигрыша десептиконов) он, как и Тандербласт, Крамплзон и Рэнсак, перешли на сторону автоботов. Они решили стать десептиконами вновь, но Тандеркрэкер возражал и предпочитал оставаться на стороне автоботов-победителей. Но они, однако, сумели затащить его на корабль и снять эмблему автоботов. Роль озвучивает Марк Оливер.
- Мадфлэп (Брызговик) (англ. Mudflap, в оригинале Demolisher) — один из юных трансформеров. Первоначально был автоботом, лучшим другом и учеником Лэндмайна. Будучи намного крупнее и сильнее, чем большинство трансформеров, необычайно возгордился и стал презирать людей, счёл себя униженным тем, что ему приходится защищать эти «глупые и жалкие существа». Неприязнь к людям сделала Мадфлэпа «лёгкой добычей» Старскрима, который завербовал его в ряды десептиконов. Мадфлэпу нравится быть десептиконом, поскольку в этом качестве он получил возможность беспрепятственно утолять свою жажду насилия, драться сколько угодно, не боясь, что его осудят за это. Его излюбленное занятие — разрушение. Тем не менее, Мадфлэп ещё сохранил некоторые черты характера, присущие автоботу — он заботится о своих товарищах по оружию, по мере сил выручает их из неприятностей. В глубине души он понимает, что подвергает опасности свою родную планету и свой народ, сражаясь на стороне десептиконов. Но в то же время он отдаёт себе отчёт в том, что едва ли сможет вернуть утраченное доверие Оптимуса Прайма, даже если захочет это сделать. Досаду и злость на самого себя он вымещает на своих пленниках, и это только укрепляет его репутацию одного из самых жестоких десептиконов. Однако в конце концов Мадфлэп всё же раскаивается в своих грехах и воссоединяется с автоботами. Трансформируется в грузовик-автокран, а Киберключ Земли позволяет ему выставить на конце стрелы крана острое лезвие. Роль озвучивает Дэйл Уилсон.

### Десептиконы Велоцитрона
- Рэнсак (Грабитель) (англ. Ransack — «обшаривать», «обыскивать», в оригинале Gasket) — самый маленький из десептиконов, хулиган и задира. Всегда готов подстроить кому-нибудь гадость, часто придумывает разные нечестные трюки, которые позволяют ему добиться победы в любом сражении и соревновании; естественно, что многие хотели бы свести с ним счёты, и потому он никогда не расстаётся со своим другом — громилой Крамплзоном, который служит ему как бы живым щитом. Он находится в рядах десептиконов только из страха перед своим лидером (хотя, будь у него выбор, он вёл бы себя точно так же). Рэнсак трансформируется в кибертронский мотоцикл, а Киберключ Велоцитрона при использовании активирует его оружие — двуствольный пистолет. В режиме мотоцикла он может использовать этот пистолет (находящийся сзади) для кратковременного ускорения и даже полёта. Его озвучивает Луис Чирилло (англ. Louis Chirillo).
- Крамплзон/Тёмный Крамплзон (англ. Crumplezone — «зона сжатия», в оригинале Land Bullet) — друг и напарник Рэнсака, тоже коренной житель Велоцитрона, и тоже большой любитель «пошалить». Умом он явно не блещет, но сам от этого совершенно не страдает, предпочитая оставлять раздумья другим (как правило, своему другу Рэнсаку или же Мегатрону). Сам же он занимается тем, что любит больше всего — крушит всё и вся. Он очень силён и обладает огромной огневой мощью, но из-за своей тупости нередко оказывается побеждённым. В то же время, когда он Киберключом Велоцитрона активирует свою двойную базуку, все автоботы только успевают уворачиваться от его сумасшедшей стрельбы. Однажды Крамплзон был почти уничтожен Металлоедами, но призрак Мегатрона возродил его, влив в него часть тёмной энергии из своей брони Юникрона. После этого Крамплзон стал Тёмным Крамплзоном — цвет его брони сменился на чёрный, дизайн кабины на груди изменился, и на ней появился символ десептиконов. В результате он стал более сильным и уверенным в себе, и даже поумнел. (В оригинале при этом он был переименован в Armbullet). Крамплзон трансформируется в крупный трёхколёсный автомобиль. Его озвучивает Марк Эйксон (англ. Mark Acheson).
- Дерт Босс (Грязный босс) (англ. Dirt Boss, от слов «dirt» — «грязь, пыль» и «босс», в оригинале назван Inch Up) — наёмник, некоторое время работавший на десептиконов во время гонок за Киберключ Планеты. Очень гордый и тщеславный. Считает, что ему «море по колено», поскольку с его огромными колёсами никакие неровности маршрута не смогут замедлить его. Очень агрессивен — если кто-то задел его, не успокоится, пока не отомстит обидчику; сам же нападает на других безо всякой причины. Никогда не упустит случая заявить о своей непобедимости, как в гонке, так и в бою, и использует малейший повод, чтобы доказать свои слова грубой силой. Он трансформируется в крупный внедорожник с огромными колёсами. Используя Киберключ Велоцитрона в режиме автомобиля, переводит колёса на один уровень с остальным «телом» — так понижается подвижность, зато увеличивается скорость, а в режиме робота активирует наплечные бластеры. Его озвучил Майкл Донован (англ. Michael Donovan).

### Десептиконы Аниматроса
- Скордж (Кнут) (англ. Scourge — «бич», «пытка», «кнут», в оригинале — Flame Convoy) — безжалостный правитель Аниматроса. Когда-то давно он был лучшим учеником Бэкстопа на пару со своим спарринг-партнёром и лучшим другом Снарлом, и добился невиданных высот в единоборствах — он столь могуч, что даже Мегатрон считается с ним. К счастью для всех десептиконов, Скордж признаёт авторитет Мегатрона и не стремится занять его место. Скордж не признаёт важным ничего, кроме грубой силы — по его мнению, слабым существам нет места не только на его планете, но и вообще где бы то ни было. С другой стороны, к тем, кто может показать себя достойным противником, он проявляет снисхождение и искреннее уважение — в отличие от Мегатрона, Скордж никогда не посмеет добить поверженного противника, если тот сражался достойно. Очень давно целью Скорджа было восстановить мир на раздираемом междоусобицами Аниматросе, и он не видел другого пути, кроме как путь тирании. Столетия войны ожесточили его сердце, и именно поэтому он примкнул к десептиконам. К счастью, с помощью Бада, мальчика-союзника автоботов, Скордж сумел понять, что грубая сила — это не единственная мера для всех вещей и существ. В финальной битве с Гальватроном Скордж выступал уже на стороне автоботов, ведя за собой жителей своей планеты. После окончания Великих Войн Кибертрона, представлял Аниматрос на Интергалактической Мирной Конференции. Неизвестно почему, но Скордж очень боится земной девочки Лори (и называет её своей сестрой), даже больше, чем другие трансформеры — он никогда не посмеет возразить ей, и несмотря на всю свою мощь, бежит от неё как ошпаренный, когда она злится.
Скордж трансформируется в огромного дракона, что увеличивает его физическую силу в ближнем бою, хотя уменьшает подвижность. В режиме робота его хвост дракона превращается в боевой топор. В обоих режимах он является первоклассным воином и серьёзным противником для любого, кто осмелится противостоять ему. Активация Киберключа Аниматроса позволяет ему освободить две дополнительные драконьи головы (в обоих режимах), из которых может испускать мощнейший поток пламени. Умеет ли Скордж летать, не совсем понятно.[4] Озвучил его Тревор Девалл (англ. Trevor Devall), причём в форме дракона его голос, как правило, становился намного ниже и грубее.
- Андермайн (англ. Undermine — «подрывать», «саботировать», в оригинале Dino Shout) — один из приспешников Скорджа, служит ему в качестве стражника его храма и личного телохранителя, хотя Скорджу не требуется ни того, ни другого. Андермайн умнее своего напарника Бримстоуна, но предпочитает держать свои мысли при себе, а лишь делать то, что ему говорят. Как и Скордж, любит сражаться. Согласно официальной биографии, имеет отточенные инстинкты охотника[5]. Трансформируется в спинозавра, а Киберключ Аниматроса высвобождает клинок на его горбу (голове в режиме робота). Озвучивает его Марк Оливер.
- Бримстоун (Сульфир) (англ. Brimstone - «сера», в оригинале Terra Shaver) — ещё один прислужник Скорджа, глупый, и предпочитает следовать приказам. Часто подлизывается к Скорджу. Трансформируется в птеранодона, при активации своего Киберключа из его крыльев выдвигаются лезвия. Его озвучивает Терри Классен (англ. Terry Klassen).
- Немезис Брейкер (Уничтожитель Врагов) (англ. Nemesis Breaker, от слов «Nemesis» — «Немезида» и «break» — «ломать», в оригинале Dark Ligerjack) — тёмный клон Леобрейкера, созданный Мегатроном с помощью сил Брони Юникрона из сомнений и тёмных чувств автобота. Обладает абсолютно аналогичными способностями, но имеет чёрно-зелёную цветовую гамму. Судя по всему, он лишён искры — он ведёт себя не как трансформер, а скорее как механический зверь, воспринимающий Мегатрона как своего хозяина. Он не разговаривает, а только рычит. При необходимости он объединяется с Мегатроном, создавая для него усиленную левую руку — Режим Тёмного Когтя (англ. Dark Claw Mode), аналогичный Режиму Дикого Когтя у Оптимуса Прайма и Леобрейкера. Немезис Брейкер был уничтожен после победы Метроплекса над Мегатроном, и превратился в тьму, из которой был создан.

### Десептиконы Земли
- Тандербласт (Молния) (англ. Thunderblast — «удар грома», в оригинале Chromia) — девушка-десептикон, давным-давно вместе с её собратьями заточённая Кроссвайзом, но освобождённая Старскримом. Будучи морской воительницей, она много времени проводит на море; как считают, именно она в древности породила мифы о сиренах, завлекая матросов в ловушку своим сладким голосом. У неё вредный характер избалованной молодой женщины, которая стремится лишь нежиться и развлекаться всеми способами, какие ей доступны. К несчастью, одно из её любимейших развлечений состоит в том, чтобы доставлять всевозможные неприятности автоботам. Как подобает многим земным девушкам, Тандербласт ищет сильного мужчину, на плечо которого она всегда может опереться. Поэтому она и примкнула к отряду Мегатрона — он показался ей значительно более привлекательным, так как, вне сомнения, был сильнее как физически, так и чертами характера, нежели Старскрим. Когда же он переродился в Гальватрона, она и вовсе начала сходить по нему с ума. В конце, после победы автоботов и уничтожения Гальватрона, Тандербласт прихватила с собой остальных бывших десептиконов и улетела на ракете в глубины Вселенной, надеясь найти и очаровать ещё более сильного и могущественного лидера десептиконов, нежели Гальватрон. Тандербласт трансформируется в лёгкий патрульный катер, основным оружием которого является мощная ракетница, которую она носит и в режиме робота. При использовании Киберключа Земли, ракетница раскладывается, образуя базуку. Её озвучила Марик Хендрикс (англ. Maryke Hendrikse).
- Лагнат (англ. Lugnutz, в оригинале Road Storm) — одиночка, не любящий никакую компанию и идущий туда, куда глаза глядят. У него нет друзей, да они ему и не нужны — Лагнат просто хочет от всех, как от автоботов, так и от десептиконов, чтобы его оставили в покое. Если он и дерётся с автоботами, то только для того, чтобы поразвлечься, а не потому, что ему так приказали. Он просто не терпит, когда автоботы находятся рядом с ним, хотя, если кто-то из десептиконов долго задерживается, то Лагнат не постесняется напасть и на него, если, конечно, считает, что может с ним справиться. Трансформируется в мотоцикл, а Киберключом Земли может активировать винтовку в задней части. Участвовал в решающем сражении против Гальватрона и его последователей, но уже на стороне автоботов.

### Десептиконы Гигантиона
- Менасор (англ. Menasor, от «menace» — «угроза», в оригинале Moledive) — молодой гигантионец, которому откровенно опостылело постоянно слушать наставления и выполнять распоряжения более старших и умелых трансформеров, ровно как и работать в строительстве. Он жаждет славы и всеобщего поклонения, мечтает прославить не только себя, но и всю планету. Этим умело воспользовался Мегатрон, завербовав Менасора в свою армию — он просто пообещал ему, что если тот поможет десептиконам сегодня, то уже завтра с их помощью покорит всю планету и сможет переустроить её так, как считает нужным он. Однако при всей своей жажде славы Менасор на самом деле совсем не злой. Как и Скордж, он к концу сериала переходит на сторону автоботов (не без помощи своего миникона-напарника, Хевилоуда). Менасор трансформируется в огромную бурильную машину. Киберключ Гигантиона позволяет ему увеличивать мощь своего бура.

## Мини-коны
- Джолт — единственный из мини-конов, который умеет говорить. Очень дружен с людьми (особенно с детьми) и трансформерами, поскольку его мозг почти напоминает человеческий (точнее, мозг ребёнка). Командир отряда по сбору данных. Напарник Лори.
- Сикс-спид (Шестискоростной) — самый быстрый из мини-конов. В отличие от Джолта он не умеет говорить. Напарник Бада.
- Эхо — как и Сикс-спид не умеет говорить. Напарник Коби.
- Сейфгард (Охранник) — напарник-миникон Вектора Прайма. Трансформируется в кибертронский самолёт. Ассистирует Вектору в самых разных областях, даже выступает для него своего рода стрелковым оружием. Был больше всех опечален героической гибелью Вектора Прайма и дольше всех скучал по нему.
- Дриллбит, Стрипмайн, Хевилоуд — мини-коны, служащие напарниками Метроплексу, Квикмиксу и Менасору соответственно.

## Десептиконы планеты Икс
- Сайдуэйз (Отшельник) (англ. Sideways — «обходные пути», в оригинале — Noisemaze) — Один из последних выживших представителей расы с Планеты Икс, когда-то уничтоженной в войне с Гигантионом. Он, по его собственному выражению, всегда находится «на своей собственной стороне», прикидываясь то автоботом, то десептиконом. Первое сработало только в первые встречи с ним, потому что впоследствии стало ясно, что он злодей. Он неоднократно пытался выкрасть то, за что бились обе стороны — Омега-Замок и Киберключи Планет — для своих собственных целей. Именно поэтому он присоединился к десептикону-ренегату Старскриму — пусть тот и силён, но зато он один, и у него будет легче всего выкрасть Замок, а до этого можно помочь ему приобрести его. Сайдуэйз трансформируется в футуристический летательный аппарат, способный мгновенно изменять направление движения, а также способен телепортироваться. На его щите имеются две эмблемы — автоботов и десептиконов, и он может выбирать, какую из них показывать. При активации своего «универсального» Киберключа лезвия по бокам щита Сайдуэйза раздвигаются и сам Сайдуэйз может использовать его как пушку (в обоих режимах). Его озвучивает Тед Коул (англ. Ted Cole).
- Саундвейв (Бархан) (англ. Soundwave - «звуковая волна») — Партнёр Сайдуэйза по несчастью, но в дуэте именно он является главным. Спокоен, но очень опасен. Его многие перестают воспринимать всерьёз, услышав, как он разговаривает, будто диджей на радиостанции — и это фатальная ошибка, потому что Саундвейва ни в коем случае нельзя недооценивать, иначе последствия будут печальными. Трансформируется в самолёт, в груди носит своего слугу — кибер-птицу Лазербика . Способен в точности копировать любые голоса и звуки, но всегда говорит со звуковым оттенком, похожим на звук статики в рации. Исчез вместе с Сайдуэйзом после взрыва энергии на Гигантионе, возникшего из-за Гальватрона и Старскрима (по предположению Вектора Прайма, их и Старскрима выкинуло в другое измерение. Судя по кадру из финальных титров, там Сайдуэйз и Саундвейв нашли свою планету). Его озвучивает Роберт Смит (англ. Robert O. Smith).

## Другие
- Скрэпметалы (Металлоеды) (англ. Scrapmetals, в оригинале Rumble) — раса паукоподобных трансформеров, способных, как исходит из имени, есть металл. По словам Ред Алерта, они появляются из других планет, которые однажды попадали в Чёрную Дыру: они перелетают с планеты на планету и всё уничтожают. У всех у них трансформа в виде четвероногого насекомого. Хотя они носят эмблему десептиконов, они, тем не менее, нападают на всех, кого видят. Поодиночке слабее почти любого трансформера, но в больших количествах могут быть очень опасны — однажды они едва не убили Крамплзона, и тот выжил только благодаря Мегатрону. Один из убитых Металлоедов был использован Коби Хенсоном для создания скафандра «Кобибота»[6].
- Праймус (англ. Primus) — Бог всех трансформеров, олицетворяющий созидание, сам является трансформером величиной с планету, и именно он есть и всегда был Кибертроном. С самого начала времён сражался с Юникроном, владыкой хаоса и пожирателем миров. Его Великая Искра сформировала начало жизни на Кибертроне, Велоцитроне и на всех других планетах, населённых трансформерами. В режиме робота неимоверно силён, вооружён множеством пушек и способен использовать свои луны в качестве оружия. Киберключ автоботов позволяет выдвинуть на руках двойные пушки и дать из них мощные залпы лазерами. Озвучивает его Майкл Донован (англ.  Michael Donovan).